# Xanthophenax reductor
Xanthophenax reductor är en stekelart som först beskrevs av André Seyrig 1932.  Xanthophenax reductor ingår i släktet Xanthophenax och familjen brokparasitsteklar. Inga underarter finns listade i Catalogue of Life.